# スタジアム

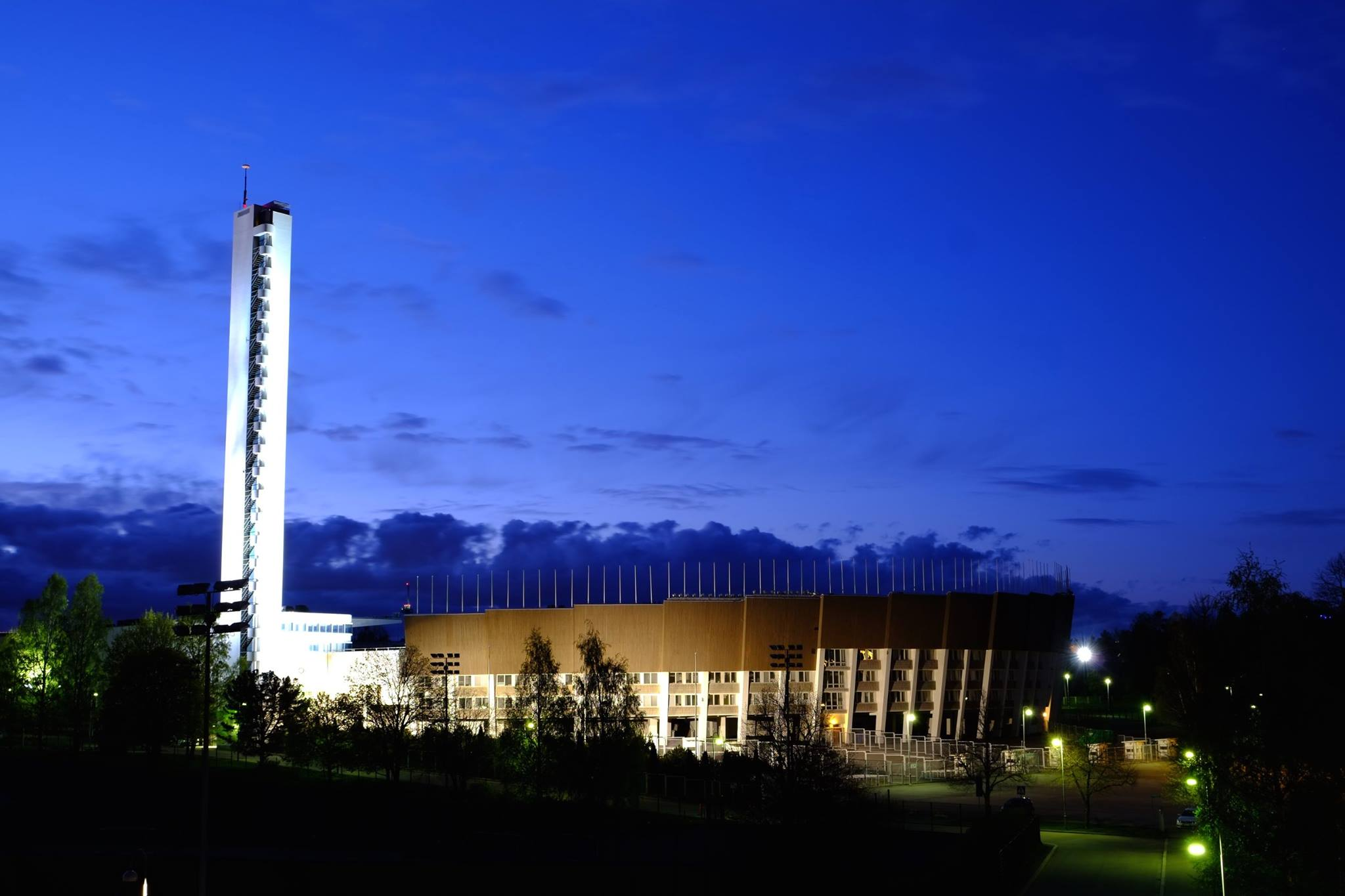
フィンランドのヘルシンキにある『ヘルシンキ・オリンピックスタジアム』

スタジアム（英語: stadium, 発音: [ˈsteɪdiəm] ステイディアム）は、主に屋外でのスポーツやコンサートなどの催し物を行うための大規模な建築物である。競技場を指す場合が多い。
競技を行うフィールドやステージと、それを取り囲む観客席で構成されている。観客席は全周を囲むこともあれば、一部のみを囲むだけの場合もある。
英語の複数形では「stadiums」（ステイディアムス）または「stadia」（ステイディア [ˈsteɪdiə]）という。

## スタジアムの歴史

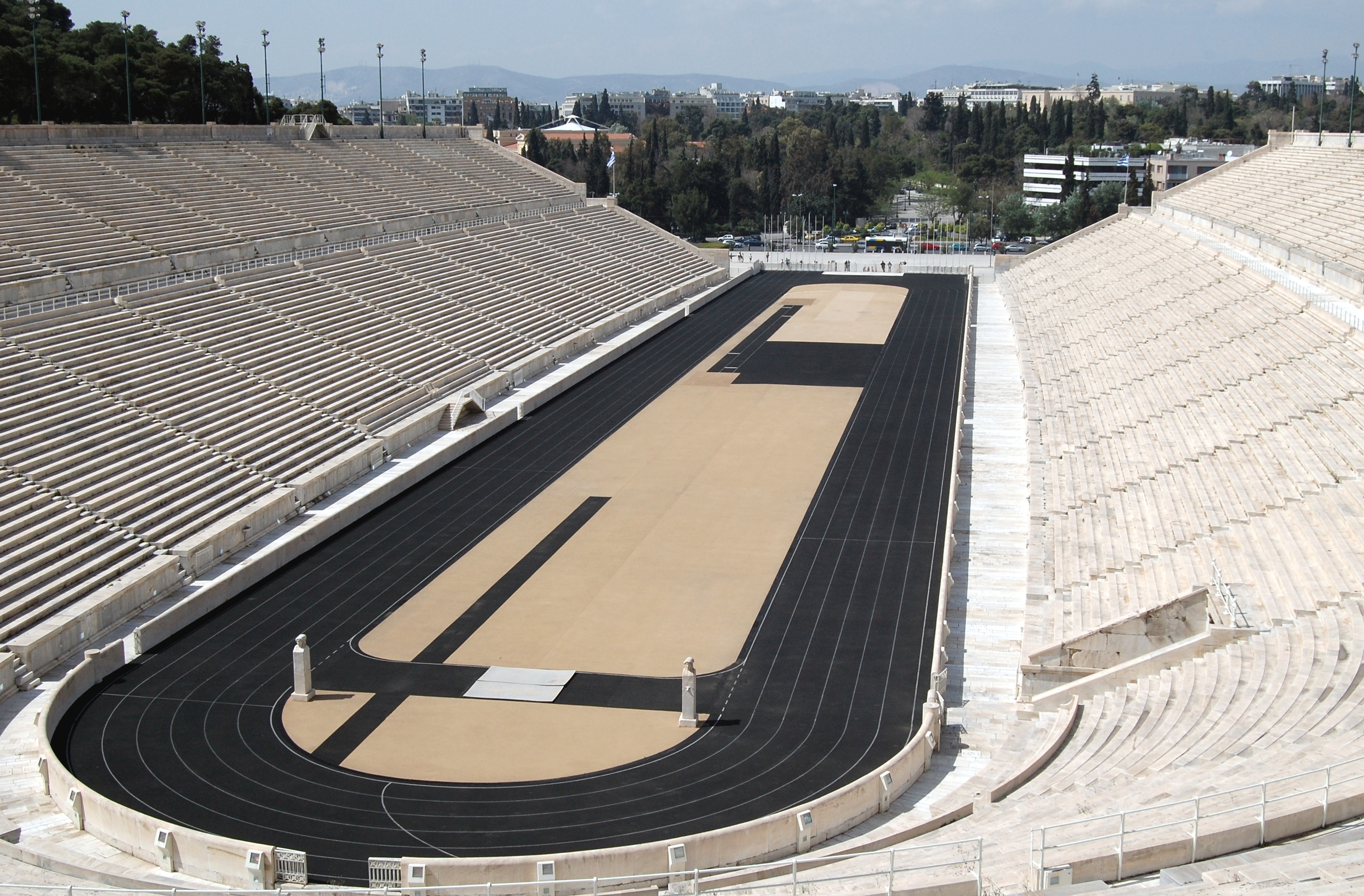
ギリシャ・アテネの近代オリンピックが初めて開かれたパナシナイコスタジアム

スタジアムという言葉は、古代ギリシアの「競技場」を意味したギリシャ語「スタディオン」（στάδιον）に由来する。日本語に直訳すれば「（人々が）立つ（所）」であり、観客席を「スタンド」（stand）と呼ぶのもこれに由来する。
現在知られているうちで最も古いスタジアムはギリシャ、ペロポネソス半島西部の、オリンピアのものである。ここでは紀元前776年以降古代オリンピックが開催された。最初はスタジアムの端から端まで走る短距離走だけが競技として行われていた。そのため、競争で走る距離として、オリンピアのスタジアムの長さ（約190m）が大なり小なり標準的なものと考えられた。この長さはローマにも引き継がれ、180m-200mというトラックの長さが標準とされた。長さの単位であるスタディオンはこれに由来し、メートル法では177.6mである。
科学的に興味深い事実として、走る距離が約200mを超えると、それ以下の距離よりも最高速度を落とさないと人間の身体が耐えられないことが知られており、近現代の陸上競技の成績もそうなっている。ギリシャやローマの古代都市の多くにスタジアムが見つかっているが、その中でもローマのチルコ・マッシモやギリシャのドミティアヌス帝の時代につくられたスタジアムが特に良く知られている。

## 近現代のスタジアム

### 種類

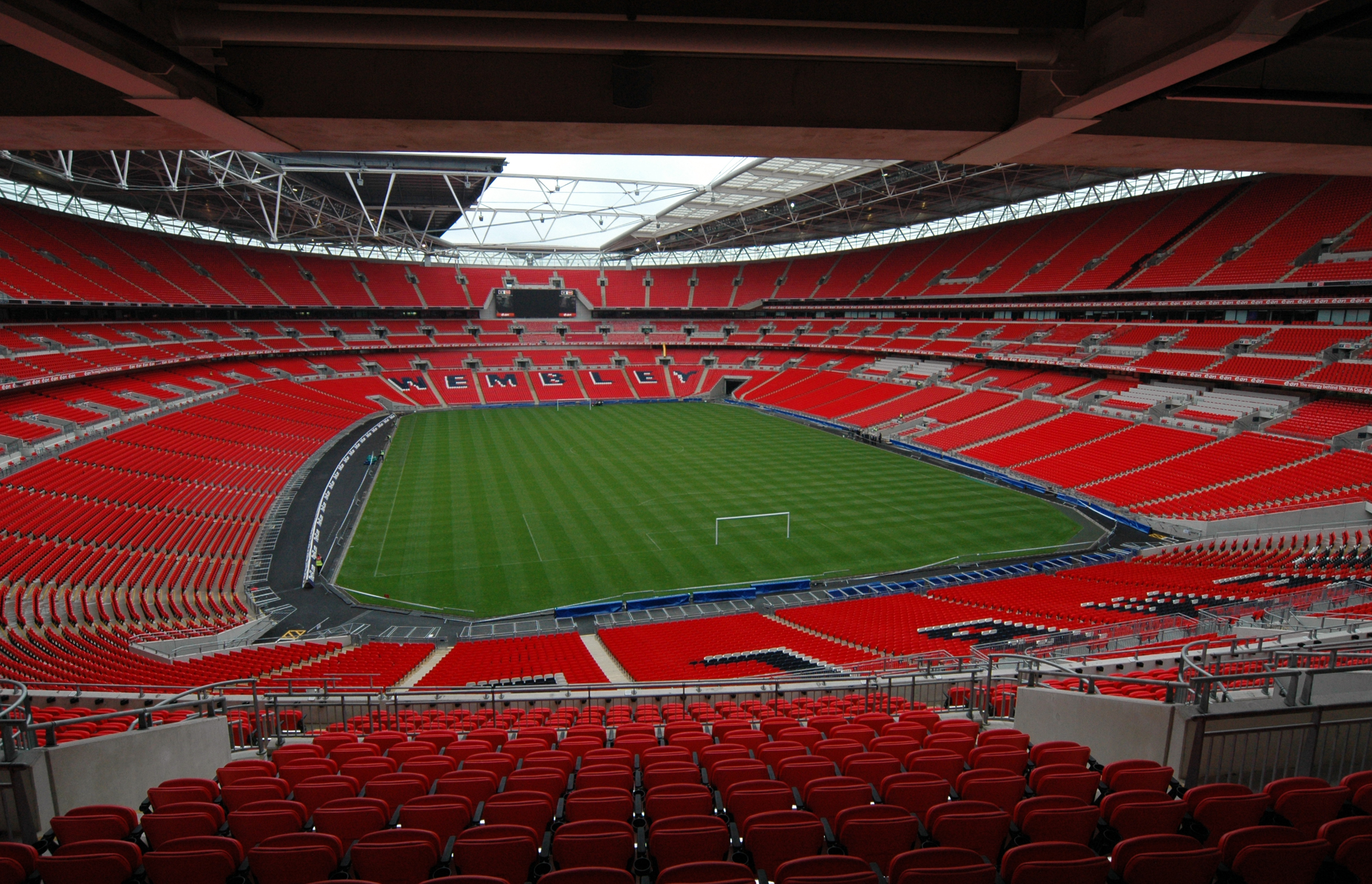
イギリス・ロンドンのウェンブリー・スタジアム

スタジアムには、屋根をもつドーム型スタジアムがある。これらは屋根を持ってはいるものの、通常ならば屋外で行う競技ができる程の広さを持っており、それらの競技向けに設計されているため、「スタジアム」を名乗っている。一方、（フィギュアスケートのような）屋内競技用のものは「アリーナ」と呼ばれる。屋根は一部分を覆うだけのタイプもある。多くはないが、フィールドが可動式になっているものもある。
観客席全席が椅子になっているものもあれば、立ち見を前提としたものもある。
建ぺい率を最大限に活かした結果、内外観ともに上部に広がる、すり鉢状にしているスタジアムもある。
特に1923年のヤンキースタジアム以来、野球場を「スタジアム」と呼ぶ例が増えた。ヤンキースタジアムには最初、陸上競技用のトラックがあり、フットボールにも用いられた。何十年か経つうちに、主に野球場として用いられる場合でも屋外競技場なら「スタジアム」と呼ばれるようになった。

### 設計上の問題
競技によって必要となるフィールドの大きさや形が異なる。一つの競技向けのスタジアムもあれば、複数の競技に対応できるものもある。各種フットボール専用のスタジアムは極めて一般的にみられる。多目的スタジアムで最も一般的なものはフットボール競技場と競争用のトラックを組み合わせたタイプで、若干の問題点はあるがおおむね良好に用いられる。最も大きな問題はフットボールの際に（特にフィールドの両端で）観客席が遠くなることである。小さなスタジアムでは両端部に観客席をおかないこともある。全周に観客席をもつスタジアムの平面形は楕円に、一端が開放されているタイプでは馬蹄形になる。特にアメリカ合衆国の学生フットボール会場ではこれら三種類はいずれも一般的である。
観戦するための屋外競技としては、アメリカ合衆国ではアメリカンフットボール（以下アメフト）と野球の人気が高い。そのため、特に1960年代に多くのアメフト・野球兼用のスタジアムが建設された。その中にはうまくいったものもあるが、両競技が要求するものにははっきりした違いがあるため、専用スタジアムを建設する動きが1972-1973年にカンサスシティーから始まり、特に1990年代よりその動きが加速していった。大リーグ用の野球場に隣接してNFL用のフットボールスタジアムを建設したケースは、かつては前述のカンサスシティー(カウフマン・スタジアムとアローヘッド・スタジアム)などごく一部にしか見られなかったが、近年ではアメフト・野球兼用のスタジアムに併設された広大な駐車場にアメフト・野球専用の球場をそれぞれ建てることにより、両球場が隣接する、あるいは同じ敷地内に両方の球場が配置されるケースは増加傾向にある(シアトル、フィラデルフィア、ピッツバーグ、シンシナティなど)。
多くの場合、古い野球場は既にある土地や都市の一角の平面形に合う形で建設されたので、フィールドの形が非対称になっていた。例えばヤンキースタジアムはニューヨーク、ブロンクスの一角にあった三角形の土地に建設されたので、左翼側は広いが右翼側は狭いという特徴をもつことになった。
農作物を段をなして植えた状態をさす「テラス」が、特にイングランドのスタジアムでは観客席をさす言葉として用いられることがある。イングランドではかつて殆どのスタジアムに見られ、アメリカの野球場でも時折みられる。これはtier という単語の代わりに用いられるものである。本来は立見席を意味していたが、現在では椅子が備えられているのが通例である。
正確に同じではないが関連した用法として、「テラス」が外野側の傾斜面を指すことがある。これは実用上ないし装飾上の目的を持っており、観戦に使うこともできる。オハイオ州シンシナティのクロスリー・フィールドのものが有名である。
スタジアムの設計が悪いと、ヒルズボロの悲劇（イングランドのシェフィールド・ヒルズボロ・スタジアムで1989年4月15日に起きた大規模な観客圧死事故。詰め掛けた観客とフェンスの間に挟まれた96人が死亡した）や ヘイゼルの悲劇（ベルギーのブリュッセル・エゼル競技場で1985年5月29日に起きた事故。イングランドの流儀でどっと押し寄せたリヴァプール側ファンに驚いたユヴェントス側ファンが混乱状態に陥り、39人が死亡した）のような大事故に結びつくことがある。
サッカースタジアムにおいては、FIFA（国際サッカー連盟）の規定ではスタンド最前列からタッチラインまでの距離は8.5mが目安とされているというが、それ以下のスタジアムもある。

### コーポレート・ネーミング、命名権
クラブのオーナーにあやかってスタジアムに名付けることがあった。例えばクロスリー・フィールドやリグレー・フィールド、ブッシュ・スタジアムである。その名前がオーナーの経営する企業の名前と一致することもあった。しかし、企業名を名乗る新しい潮流が生まれてきた。
アメリカ合衆国におけるスポーツスタジアムの所有者は、企業をスポンサーにしてスタジアムの名前を売ることがコスト削減に有利であると知った。1970年代に始まったこの動きは1990年代に大いに加速し、新旧問わずスタジアム名に企業名やそのブランド名が付くこととなった。うまくいったかどうかは別にして、場合によっては古くからの名前を廃止して企業名を名乗るスタジアムも出てきた。例えばサンディエゴのクアルコム・スタジアムである。これはジャック・マーフィー・スタジアムとして親しまれてきた。企業をスポンサーとして迎える動きは、既に全世界に広まってており、ミルウォーキーのミラー・パークなど、新設のスタジアムでは、最初から企業名がついているものが多い。若干の自治体立のスタジアムは、ご当地の著名な事物や人物の名がつけられている。例えば、ミネアポリスのヒューバート・H・ハンフリー・メトロドームである。

### 照明基準
国際オリンピック委員会（IOC）ではピッチ中央から25度以下の場所に付けてはならない、FIFAの要求ではそれにくわえて45度以上の角度にも付けてはならない、としているという。

### コンサート活用
コンサートで用いる場合、芝生があるスタジアムでは、そのダメージもある（保護パネルを用いることもある）。

## 日本の主なスタジアム一覧
*印はドーム球場を指す。
| アリーナ                           | 収容人数 | 主な使用用途 | 所在地                 |
| ---------------------------------- | -------- | ------------ | ---------------------- |
| 札幌ドーム*                        | 約41,000 | サッカー     | 北海道札幌市豊平区     |
| エスコンフィールドHOKKAIDO*        | 約35,000 | 野球         | 北海道北広島市         |
| 宮城球場                           | 約31,200 | 野球         | 宮城県仙台市宮城野区   |
| 宮城スタジアム                     | 約49,000 | 陸上競技     | 宮城県宮城郡利府町     |
| 新潟スタジアム                     | 約42,300 | 陸上競技     | 新潟県新潟市中央区     |
| 新潟県立野球場                     | 約30,000 | 野球         | 新潟県新潟市中央区     |
| 茨城県立カシマサッカースタジアム   | 約40,700 | サッカー     | 茨城県鹿嶋市           |
| 埼玉スタジアム2002                 | 約63,700 | サッカー     | 埼玉県さいたま市中央区 |
| 西武ドーム*                        | 約31,500 | 野球         | 埼玉県所沢市           |
| 千葉マリンスタジアム               | 約30,000 | 野球         | 千葉県千葉市美浜区     |
| 国立競技場                         | 約68,000 | 陸上競技     | 東京都新宿区           |
| 明治神宮野球場                     | 約31,000 | 野球         | 東京都新宿区           |
| 東京ドーム*                        | 約43,500 | 野球         | 東京都文京区           |
| 東京スタジアム                     | 約50,000 | サッカー     | 東京都調布市           |
| 横浜スタジアム                     | 約35,200 | 野球         | 神奈川県横浜市中区     |
| 横浜国際総合競技場                 | 約72,300 | 陸上競技     | 神奈川県横浜市港北区   |
| 静岡県小笠山総合運動公園スタジアム | 約50,800 | 陸上競技     | 静岡県袋井市           |
| ナゴヤドーム*                      | 約36,400 | 野球         | 愛知県名古屋市東区     |
| 豊田スタジアム                     | 約44,300 | サッカー     | 愛知県豊田市           |
| 大阪ドーム*                        | 約36,200 | 野球         | 大阪府大阪市西区       |
| 長居陸上競技場                     | 約47,800 | 陸上競技     | 大阪府大阪市東住吉区   |
| 市立吹田サッカースタジアム         | 約39,600 | サッカー     | 大阪府吹田市           |
| 御崎公園球技場                     | 約30,100 | サッカー     | 兵庫県神戸市兵庫区     |
| 神戸総合運動公園ユニバー記念競技場 | 約45,000 | 陸上競技     | 兵庫県神戸市須磨区     |
| 神戸総合運動公園野球場             | 約35,000 | 野球         | 兵庫県神戸市須磨区     |
| 阪神甲子園球場                     | 約42,600 | 野球         | 兵庫県西宮市           |
| 岡山県倉敷スポーツ公園野球場       | 約30,400 | 野球         | 岡山県倉敷市           |
| MAZDA Zoom-Zoom スタジアム広島     | 約33,000 | 野球         | 広島県広島市南区       |
| 広島広域公園陸上競技場             | 約50,000 | 陸上競技     | 広島県広島市安佐南区   |
| 東平尾公園博多の森陸上競技場       | 約30,000 | 陸上競技     | 福岡県福岡市博多区     |
| 福岡ドーム*                        | 約40,000 | 野球         | 福岡県福岡市中央区     |
| 熊本県民総合運動公園陸上競技場     | 約32,000 | 陸上競技     | 熊本県熊本市東区       |
| 大分スポーツ公園総合競技場         | 約40,000 | 陸上競技     | 大分県大分市           |
| 宮崎県総合運動公園硬式野球場       | 約30,000 | 野球         | 宮崎県宮崎市           |